# Franz Dölger
Franz Dölger (* 4. Oktober 1891 in Kleinwallstadt, Unterfranken; † 5. November 1968 in München) war ein deutscher Byzantinist.

## Leben und Wirken
Dölger wurde als Sohn eines Arztes geboren und absolvierte das Humanistische Gymnasium Aschaffenburg. Nachdem er zunächst in München Klassische Philologie bei Otto Crusius und Albert Rehm studierte, kam er dank der Förderung durch August Heisenberg zur Byzantinistik. 1913 und 1919 legte er die Staatsprüfung für das Lehramt ab. Von 1914 bis 1918 nahm er als Soldat am Krieg teil und wurde mit dem Eisernen Kreuz II Klasse und dem bayerischen Militärverdienstorden ausgezeichnet. 1919 wurde er in München mit der Dissertation Quellen und Vorbilder zu dem Gedichte des Meliteniotes. Eis Tin Sofeosinin. Mit einer Einleitung über die Person des Dichters zum Dr. phil. promoviert. Dölger begann jedoch nicht den Schuldienst, sondern trat in den Bibliotheksdienst ein. Er begann 1919 als Referendar an der Bayerischen Staatsbibliothek, wechselte dann 1921 an die Universitätsbibliothek München, wo er hauptberuflich als Staatsbibliothekar im höheren Bibliotheksdienst bis 1931 blieb. In dieser Tätigkeit kümmerte er sich besonders um den Aufbau des Schlagwortkatalogs. Dölgers Habilitation erfolgte im Dezember 1925 bei August Heisenberg in München über die Geschichte der byzantinischen Finanzverwaltung im 10. und 11. Jahrhundert. Mit dieser Arbeit wurde die Byzantinistik um die Wirtschaftsgeschichte erweitert. Von 1931 bis hin zur Emeritierung 1958 lehrte er als ordentlicher Professor für Mittel- und Neugriechische Philologie in München. 
Dölger gehörte der Bayerischen Volkspartei an und wurde Mitglied im Stahlhelm, der 1934 in die SA überging. Aus der SA trat er wenig später aus. Er gehörte nicht der NSDAP an. Im Jahr 1941 erkundete eine deutsche Expedition unter Franz Dölger die Mönchsrepublik Athos. Dabei konnten Photographen rund 1.800 Bilder von Dokumenten und Archivalien machen.
Im November 1946 wurde er aus seiner Professur entlassen und als Klassensekretär der Bayerischen Akademie der Wissenschaften abgesetzt. Im Jahr 1947 wurde er in einem Spruchkammerverfahren als „Minderbelasteter“ eingestuft.
Dölgers wissenschaftliches Wirken fand große Anerkennung in der Fachwelt. Er war ordentliches Mitglied der Bayerischen Akademie der Wissenschaften (1935), korrespondierendes Mitglied der Deutschen Akademie der Wissenschaften zu Berlin (1955), Mitglied der Österreichischen Akademie der Wissenschaften, der Akademie von Athen, der Bulgarischen Akademie der Wissenschaften, der British Academy, der Académie royale de Belgique sowie Mitglied der Società Italiana di Storia del Diritto. Die Universitäten von Athen (1937), Thessaloniki und Sofia (1939) ernannten ihn zum Ehrendoktor. 1962 erhielt Dölger den Orden Pour le Mérite und 1965 das Große Verdienstkreuz mit Stern der Bundesrepublik Deutschland. Der Bayerische Verdienstorden war ihm bereits am 20. November 1959 verliehen worden.
Dölger war von 1931 bis 1963 Herausgeber der Byzantinischen Zeitschrift. Er hatte damit eine maßgebliche Rolle im Wissenschaftsbetrieb seines Faches inne. Dölger war der Begründer der byzantinischen Diplomatik als Teildisziplin der Byzantinistik. Neben zahlreichen Einzelstudien, die in zwei Sammelbänden zusammengefasst wurden, war seine Bearbeitung der byzantinischen Kaiserurkunden beispielhaft. Dölger gelang es in fünf Bänden mit Regesten von 3555 Urkunden erstmals die Regierungs- und Verwaltungstätigkeit der byzantinischen Kaiser umfassend zu dokumentieren. Aus den Schatzkammern des Heiligen Berges bot erstmals eine breite Information über die Urkundenarchive der Athosklöster. Im Jahre seines Todes erschien das gemeinsam mit Karayannopulos erarbeitete Handbuch zur Diplomatik der byzantinischen Kaiserurkunde.